# Таяты
Таяты — село в Каратузском районе Красноярского края. Административный центр сельского поселения Таятский сельсовет.
Основано староверами-раскольниками в 1890 году
Население - 590 (2012)

## История
Основано в 1890 году староверами-раскольниками — выходцами из Воткинского и Ижевского районов Удмуртии и Поморья. В 1990-х гг. к староверам присоединились последователи учения Виссариона, среди которых много художников, поэтов, музыкантов. В окрестностях села расположен каменный город, так называемые Таятские Столбы. В нескольких километрах от Таят, у подножия горы Синюха, в XIX—XX вв. действовал женский монастырь — Бурундатский скит.

## Физико-географическая характеристика
Село расположено в предгорьях Восточного Саяна на левом берегу реки Казыр, при впадении реки Нижние Таяты, на высоте 340 метров над уровнем моря. Почвы дерново-подзолистые
Расстояние до районного центра села Каратузское составляет 73 км, до ближайшего относительно крупного города Минусинск - 140 км.
Климат резко континентальный (согласно классификации климатов Кёппена - Dfb). Среднегодовая температура отрицательная и составляет -0,1 °С, средняя температура самого холодного месяца января - 21,4 °С, самого жаркого месяца июля + 18,9 °С. Многолетняя норма осадков - 595 мм, наибольшее количество осадков выпадает в тёплое время года (в июле - 105 мм). наименьшее в период с января по март (норма февраля - 16 мм)
Таяты, как и весь Красноярский край, находится в часовой зоне МСК+4. Смещение применяемого времени относительно UTC составляет +7:00.

## Население
| 1926 | 2010 | 2012 |
| ---- | ---- | ---- |
| 440  | ↗559 | ↗590 |

## Инфраструктура
В Таятах работают основная школа имени Героя России Ивана Кропочева, сельский дом культуры, библиотека, фельдшерский пункт. В селе также работают узел связи, магазины..
Население работает в учреждениях бюджетной сферы и в крестьянско-фермерских хозяйствах, занимается предпринимательством. В Таятах работают небольшие предприятия по переработке продукции сельского хозяйства, по заготовке и переработке древесины.